# Tails (Sonic the Hedgehog)
Tails (テイルス?, Teirusu)  è un personaggio immaginario appartenente alla serie di videogiochi a piattaforme Sonic the Hedgehog. È una volpe maschio gialla a due code. Il suo vero nome è Miles Prower, che in lingua inglese è un gioco di parole, in quanto nel momento in cui viene pronunciato, risulta avere lo stesso suono dell'espressione "miles per hour", in italiano miglia orarie. Il suo soprannome, Tails, è la parola inglese il cui significato è "code", e allude alla duplice coda del personaggio. Il suo aspetto fisico si basa sulle leggende giapponesi delle kitsune, mitici demoni dall'aspetto di volpi a più code.
È apparso per la prima volta in Sonic the Hedgehog 2 per Sega Master System e Game Gear, conquistandosi il ruolo di spalla e migliore amico del protagonista Sonic e apparendo in quasi tutti i successivi videogiochi della serie, divenendone uno dei personaggi principali del franchise. È anche apparso in altri media, tra cui serie animate, fumetti, merchandise e film, e ha rivestito il ruolo di protagonista assoluto nei videogiochi spin-off Tails e il Music Maker (1994), Tails' Skypatrol (1995) e Tails Adventure (1995). Tails si classificò inoltre come terzo personaggio più popolare della serie, dopo Sonic e Shadow, in un sondaggio ufficiale di SEGA del 2009.

## Descrizione

### Creazione e sviluppo
Il personaggio di Tails nacque durante lo sviluppo di Sonic the Hedgehog 2; dopo alcune discussioni riguardanti il sequel di Sonic the Hedgehog, una parte del Sonic Team andò a lavorare per la sede americana, ovvero il Sega Technical Institute. Un nuovo elemento che gli sviluppatori volevano introdurre era quella di un personaggio che avrebbe servito da compagno di Sonic the Hedgehog speranzosi che questo avrebbe portato l'attenzione di nuovi giocatori al franchise.
Fu indetto un concorso al Sega Technical Institute nel quale Yasushi Yamaguchi, al tempo direttore artistico e designer dei livelli del Sonic Team, vinse e propose la caratteristica che questi avrebbe avuto una "profonda ammirazione per Sonic".
Il suo nome Miles Prower, in lingua inglese è un gioco di parole, in quanto nel momento in cui viene pronunciato, risulta avere lo stesso suono dell'espressione "miles per hour", in italiano miglia orarie. Il suo aspetto doveva essere originariamente quello di un tanuki (molto popolare nel folclore giapponese) e si basò su un pupazzo presente in claw crane. I designer decisero di cambiarlo in una volpe per evitare possibili paragoni con il power-up ottenibile da Mario, ovvero l'Abito Tanooki introdotto in Super Mario Bros. 3. Successivamente, fu deciso che Tails avrebbe avuto due code per caratterizzare maggiormente la sua personalità rendendolo così una kitsune. L'idea di Yamaguchi fu ben accolta ma fu cambiato il nome "Miles" in "Tails" in quanto non gli piaceva affatto, così il team di sviluppo e lo stesso designer trovarono un compromesso: definirono "Miles" come nome proprio, "Tails" come il soprannome, finendo così per creare il nome completo di Miles "Tails" Prower.
I primi design lo vedevano avere le pupille completamente nere e una sola coda. Yasushi Yamaguchi creò anche un'immagine ritraente il personaggio come se avesse cinque anni, anche se la sua età ufficiale fu resa di otto. Nonostante i tre ciuffi che fungono da frangia sono solitamente posti al centro della sua testa, il suo creatore li disegnò facendoli partire da destra.
Tails debuttò in Sonic the Hedgehog 2 per Game Gear ed apparve poco dopo nella versione più nota uscita su Mega Drive, dove fu il partner del protagonista Sonic e da allora è rimasto un personaggio molto importante in tutto il corso della serie. La sua unicità fu resa disponibile per la prima volta a partire da Sonic the Hedgehog 3 dove i giocatori potevano farlo volare per i livelli.
Yuji Uekawa fece un redesign, come per il resto dei personaggi di Sonic, in Sonic Adventure nel quale il suo pelo ha assunto una colorazione ambrata, delle iridi blu, divenne leggermente più magro e un po' più alto. Ha assunto un aspetto più aerodinamico con le orecchie arrotondate alle punte e le code sono state allungate in modo che le potesse utilizzare come principale forma di attacco. Tra Shadow the Hedgehog e Sonic Unleashed è stata aumentata nuovamente l'altezza ed è stata data una maggiore definizione per la parte anteriore delle scarpe.

### Aspetto
Miles "Tails" Prower è una volpe mobian dal pelo giallo e bianco ed ispirata nell'aspetto alle leggendarie volpi Kitsune: la sua principale caratteristica sono infatti le due potenti code che è in grado di ruotare come le pale di un elicottero, permettendogli di volare, aumentare la sua velocità, e deviare proiettili di piccolo calibro; inoltre è in grado di usarle come arma contro i nemici. Indossa semplicemente un paio di guanti e delle scarpe rosse e bianche.
Nel franchise spin-off Sonic Boom (composto dai giochi Sonic Boom: L'ascesa di Lyric, Sonic Boom: Frammenti di cristallo, Sonic Dash 2: Sonic Boom e Sonic Boom: Fuoco e ghiaccio, dall'omonima serie animata e dall'omonima serie a fumetti), indossa un paio di occhiali da meccanico, una cintura da lavoro, e dei guanti da minatore.

### Poteri e abilità
In Sonic the Hedgehog 3 & Knuckles  è in grado di trasformarsi in Super Tails (スーパーテイルス?, Sūpā Teirusu), e nei fumetti è riuscito a trasformarsi anche in Turbo Tails e in Hyper Tails. Queste due permettono a Tails di poter volare tutto il tempo garantendogli una forza maggiore, inoltre, sempre nei fumetti, Tails e Sonic si fanno robotizzare dai Bem, una razza aliena loro alleata, venendo trasformati in Mecha Tails e in Mecha Sonic, necessari per affrontare il Dottor Eggman.

### Personalità
Tails nutre una speciale amicizia per Sonic, per lui è come un fratello, e lo segue in tutte le sue avventure. Inoltre Sonic è il suo idolo: senza di lui sarebbe perso. Tails, pur essendo un ottimo meccanico e una mente geniale, è molto modesto. Ha un carattere molto dolce, timido, geniale, generoso, gentile, fifone, altruista, cordiale, sensibile, adorabile, emotivo, amabile e di buon cuore. Gli piacciono gli oggetti meccanici, i dolci e le caramelle, i chili dogs ed il Natale. Nell'OAV anime Sonic the Hedgehog e nella serie animata Sonic Boom dimostra di avere molta paura dei fulmini.

### Doppiaggio
Tails è stato doppiato in giapponese dal seiyū Kazuki Hayashi in Sonic Adventure, in seguito sostituito da Atsuki Murata in Sonic Shuffle e in Sonic Adventure 2 e da Ryō Hirohashi da Sonic Heroes e Sonic Battle, il quale ricopre tuttora il ruolo oltre ad avergli prestato la propria voce nell'anime Sonic X, nella serie animata Sonic Boom, nei due film live-action Sonic - Il film e Sonic - Il film 2 e nella serie Sonic Prime. La controparte classica del personaggio, chiamata appunto Tails Classico, apparsa in Sonic Generations, viene doppiata da Takuto Yoshinaga.
Nelle doppiaggio giapponese de Le avventure di Sonic e Sonic the Hedgehog SatAM fu doppiato da Nariko Fujieda mentre nell'OAV Sonic the Hedgehog da Hekiru Shiina.
Nelle versioni americane dei videogiochi si sono susseguiti: Corey Bringas in Sonic Adventure e Sonic Shuffle, Connor Bringas (fratello di Corey) in Sonic Adventure 2, William Corkery in Sonic Heroes, Sonic Battle e Sonic Advance 3, Amy Palant da Shadow the Hedgehog e Sonic Rush a Sonic & SEGA All-Stars Racing oltre che in Sonic X, Kate Higgins da Sonic Colours e Sonic Free Riders fino a Mario & Sonic ai Giochi Olimpici Invernali di Sochi 2014 mentre Colleen O'Shaughnessey lo doppia da Sonic Boom: L'ascesa di Lyric in poi, nella serie animata Sonic Boom nell'episodio crossover di OK K.O.! e nei film live-action Sonic - Il film e Sonic - Il film 2. Nella serie animata Sonic Prime viene doppiato da Ashleigh Ball.
Nel doppiaggio americano de Le avventure di Sonic fu impersonato da Christopher Welch, in Sonic the Hedgehog SatAM da Bradley Pierce, nello speciale Sonic salva il Natale da Christopher Turner mentre nella miniserie OAV Sonic the Hedgehog da Lainie Frasier.
Tails è doppiato in italiano da Benedetta Ponticelli a partire da Sonic Generations oltre che nella serie live-action (Sonic - Il film, Sonic 2 - Il film, Knuckles e Sonic 3 - Il film) e nella serie animata Sonic Prime, da Veronica Pivetti ne Le avventure di Sonic e Sonic, da Federica De Bortoli in Sonic X e da Maura Cenciarelli nella serie animata Sonic Boom e nell'episodio crossover di OK K.O.!.

## Biografia

### Videogiochi

#### Anni '90

Logo della versione uscita per cellulari di Sonic the Hedgehog 2, raffigurante Tails e Sonic

Tails viene introdotto per la prima volta in Sonic the Hedgehog 2 (nella versione uscita per Game Gear e Master System) dove viene rapito all'inizio del gioco dal Dottor Ivo "Eggman" Robotnik e Sonic, migliore amico della volpe, si precipita immediatamente a salvarlo non appena trova un suo messaggio scritto da quest'ultimo che chiede il suo aiuto.
Nell'edizione per Mega Drive di Sonic the Hedgehog 2, Tails si unisce a Sonic nella sua missione di fermare lo scienziato pazzo Eggman dal conquistare il mondo e trovare gli Smeraldi del Caos. In questa incarnazione è un personaggio giocabile singolarmente (sia nella modalità giocatore singolo che in quella multigiocatore dove può sfidare il porcospino blu in una serie di gare di velocità) mentre alternativamente può essere tenuto come partner di Sonic (dove in tal caso viene controllato dalla CPU). Se il personaggio rimane troppo indietro rispetto a Sonic, questi raggiungerà l'amico volando, ma tale abilità verrà utilizzata esclusivamente mentre il personaggio è controllato automaticamente dal computer.
In Sonic the Hedgehog Chaos torna ad avere un ruolo attivo nella storia e presta il suo prezioso aiuto a Sonic nel riportare la pace sull'isola di South Island, minacciata da Eggman che vuole rubare gli Smeraldi del Caos. In questo capitolo il giocatore può utilizzare per la prima volta la sua capacità di volo.
In Sonic the Hedgehog 3, Tails compie la sua terza apparizione ed aiuta nuovamente il porcospino blu nel combattere lo scienziato pazzo questa volta alleatosi con Knuckles, ingannato da quest'ultimo. Qui, oltre alle abilità già osservate nei precedenti titoli, gli viene conferita la capacità di afferrare Sonic mentre è in volo nel livello Marble Garden Zone ed è in grado di nuotare. Grazie a questo gioco Tails aumenta la sua popolarità.
In Sonic & Knuckles per Sega Mega Drive, Tails compare come personaggio giocabile solamente collegando la cartuccia dell'omonimo titolo con quella di Sonic the Hedgehog 3 ottenendo così Sonic the Hedgehog 3 & Knuckles. Tails diventerà giocabile nei livelli di questo gioco solamente completando prima i livelli del gioco precedente.
Torna nuovamente come personaggio giocabile in Sonic the Hedgehog: Triple Trouble, dove non subisce cambiamenti legati allo stile di gioco mentre a livello di storia si unisce nuovamente al suo migliore amico nel fermare l'ennesimo piano di conquista di Eggman aiutato da Knuckles (ingannato nuovamente dal cattivo) e Fang, un esperto cacciatore di tesori. In Sonic Drift è un personaggio giocabile dove guida una macchina gialla chiamata MTP-01 Wheelwind e torna nel sequel Sonic Drift 2 dove questa volta è alla guida di MTP-02 Wheelwind S7 (versione migliorata della precedente). In Sonic the Hedgehog's Gameworld è uno dei tre personaggi giocabili nei vari minigiochi (dove in uno di questi torna a guidare la macchina già vista in Sonic Drift) mentre in Tails e il Music Maker fa da guida nel corso dello svolgimento del gioco.
In Tails' Skypatrol, Tails lascia momentaneamente l'amico Sonic per vivere un'avventura da unico protagonista e durante un viaggio incappa su una piccola isola disabitata che tuttavia presentava delle rotaie sospette. Preoccupato del fatto che Eggman possa aver escogitato un nuovo piano si reca sul posto per indagare ma scopre che la nemesi che dovrà affrontare sarà una perfida strega di nome Witchcart che vuole diventare la padrona indiscussa dell'isola e trasformare chiunque le si opponga in cristallo. Grazie alla sua determinazione, Tails sconfigge i suoi scagnozzi ed infine la fattucchiera riportando così la pace.
In Tails Adventure, ambientato prima del suo incontro con Sonic, la giovane volpe ha una casetta sull'isola di Cocoa Island, dove svolge alcune ricerche in armonia con la natura. Un giorno decide di andare a fare una pennichella nella foresta quando sente il suono di un'esplosione che lo sveglia ed incontra poco dopo un uccellino spaventato che gli spiega che è arrivata la crudele Battle Bird Armada, comandata da Grande Badoru Kukku, in cerca dei sette Smeraldi del Caos sparsi da qualche parte sull'isoletta per poterli sfruttare per conquistare il mondo. Attraversa così la foresta bruciante ed affronta da solo l'intero battaglione sconfiggendone infine il leader grazie al suo coraggio.
In Sonic Labyrinth è costretto a lasciare il porcospino blu in missione da solo, non riuscendo ad aiutare l'amico nello sgomberare l'ennesima minaccia di Eggman architettata pochi giorni dopo. In Sonic the Fighters è sia giocabile che affrontabile come quinto sfidante nella modalità giocatore singolo. Qui è un combattente di media potenza in grado di volare attorno ai suoi nemici, usare lo Spin Dash e colpire velocemente. In Knuckles' Chaotix compie un cameo assieme a Sonic nel finale buono, dove viene visto a bordo dell'aereo Tornado tuttavia fu originariamente concepito per essere giocabile assieme al riccio blu all'interno del titolo come dimostrato nel prototipo cancellato Sonic Crackers. In Sonic's Schoolhouse può essere visto sotto forma di statua oppure in diverse illustrazioni presenti nella scuola, ma non appare di persona.
In Sonic 3D: Flickies' Island viaggia fino a Flicky Island con Sonic e Knuckles. Avendo sentito parlare delle leggende riguardanti l'isola dei Flicky e che quest'ultimi siano il mezzo per trovare gli Smeraldi del Caos, il trio si reca sul posto per trovare i suddetti uccellini ma trovano un pandemonio causato da Eggman che ha costruito una nuova base e ha trasformato i poveri animali in robot che sfrutta per recuperare le gemme. Così la volpe e l'echidna uniscono le loro forze con Sonic per aiutarlo a trovare i preziosi, intanto che lui si occupa di salvare i Flicky e sconfiggere lo scienziato. Nel corso del gioco lo si potrà incontrare in svariate aree e se gli verrà data la cifra di 50 Rings fornirà il passaggio ad una fase speciale. In Sonic R è giocabile fin dal principio e possiede una buona abilità in curva e può attraversare incolume diverse scorciatoie, grazie alla sua abilità di volo.
In Sonic Adventure è uno dei sei protagonisti giocabili ed all'inizio della sua storia (ed in quella di Sonic) spiega che ha lavorato per diverso tempo nel suo laboratorio creando così il Tornado 2 (modello migliorato dell'aereo che li ha accompagnati in tante avventure) utilizzando uno Smeraldo del Caos come fonte d'energia. Tuttavia durante un test di volo, finisce per schiantarsi assieme al velivolo su una spiaggia rimanendone illeso ma viene in seguito trovato da Sonic, rasserenato dello stato di salute dell'amico. Così Tails vuole far vedere il risultato del suo progetto a Sonic ma i due lungo il cammino vengono attaccati da Eggman che vuole lo smeraldo, lo scienziato si batte a bordo di un mezzo chiamato Egg Hornet ma ne esce sconfitto, tuttavia giocando d'astuzia riesce comunque ad impadronirsi della gemma dandola a Chaos, che l'assorbe dentro di sé e si evolve dinanzi ai loro occhi. L'obiettivo è quello di rendere il dio della distruzione invincibile riuscendo così a diventare il padrone del mondo e costruire la sua base sopra a Station Square ma i due amici non vogliono che ciò accada e perciò partono alla ricerca degli smeraldi rimanenti prima della loro nemesi.
La ricerca prosegue e trovano due Smeraldi del Caos ma vengono aggrediti nuovamente dal Dr. Eggman che li addormenta tramite un gas soporifero e ruba uno dei preziosi; più tardi i due si svegliano e trovano un altro smeraldo ma vengono attaccati da Knuckles, il quale è stato ingannato dallo scienziato che gli ha fatto credere che siano loro i responsabili del furto del Master Emerald. Durante lo scontro perdono tutte le gemme ed Eggman compare sulla scena rubando anche quest'ultime dandole a Chaos che si trasforma nuovamente ma Tails ed i suoi amici riescono comunque a sconfiggerlo, Eggman si rifugia a bordo dell'astronave Egg Carrier e Sonic e Tails partono al suo inseguimento tramite il Tornado ma vengono abbattuti con facilità. Una volta atterrati, Tails immagina che per accedere all'astronave dovrà utilizzare il Tornado 2 e trova uno Smeraldo del Caos preso dal ranocchio Froggy, una volta catturato l'anfibio ha una visione creata da una misteriosa luce che lo porta nel passato dove incontra Tikal. Tornato nel presente, ha un breve incontro con Big che stava cercando Froggy; per sua fortuna la volpe è venuta in possesso della pietra che gli serviva per attivare il velivolo ed una volta ricongiuntosi con il suo migliore amico partono nuovamente all'avventura diretti verso l'astronave, anche per salvare Amy che viene tenuta prigioniera. Una volta giunti sul luogo vengono attaccati da E-102 Gamma e la nave comincia a perdere quota, così Sonic ordina a Tails di portare via con sé Amy prima che il pericolo diventi inevitabile.
Portata la ragazza a Station Square, il giovane eroe vede che il Dr. Eggman ha sparato un missile con l'intenzione di distruggere l'intera città e si reca a detonarlo di persona. In questo frangente si rende conto che non può dipendere per sempre da Sonic e decide di salvare tutti quanti facendo tutto da solo, così inizia una corsa contro il tempo arrivando prima e riesce a disinnescare l'ordigno tuttavia Eggman si infuria e per vendicarsi gioca il suo asso nella manica, l'Egg Walker, un potente mezzo pesante. Dopo una dura battaglia riesce a sconfiggere il nemico da solo e viene acclamato da tutti i cittadini come un eroe, poco dopo si riunisce felicemente a Sonic.
Durante la storia finale cerca il Tornado 2 ed apprende che l'isola fluttuante di Angel Island è caduta dal cielo, così lui e Sonic trovando sia Knuckles ed Eggman che spiega che Chaos è ancora vivo e si è ribellato ai suoi ordini ed è ora in possesso di sei Smeraldi del Caos. I due amici provano a prendere l'ultima gemma dal Tornado 2 prima che lo faccia Chaos, ma quest li anticipa. Tails si reca poco dopo a Station Square, che nel frattempo è stata inondata da Perfect Chaos, e trova uno degli smeraldi prosciugato dalle sue energie e lo porta a Sonic, lo stesso viene fatto dagli altri amici che trovando le restanti sei pietre ed assorbe l'energia positiva divenendo così Super Sonic e battendo finalmente Chaos. Il gameplay del personaggio in questo titolo è basato su dei livelli a piattaforme dove l'obiettivo è quello di distruggere una capsula, oppure ottenere uno Smeraldo del Caos prima di Sonic o del Dr. Eggman. Tails è giocabile anche a bordo del Tornado, un velivolo autocostruito per ben due volte.
In Sonic the Hedgehog Pocket Adventure presta nuovamente il suo aiuto all'amico Sonic nel raggiungere la base area del Dr. Eggman. Verso la fine del gioco, dopo che Super Sonic ha sconfitto la sua storica nemesi, torna alla normalità e Tails lo accompagna con il suo aereo Tornado verso nuove avventure. In questo gioco è giocabile normalmente nella modalità multigiocatore tuttavia sfruttando un glitch, attivabile grazie ad alcuni emulatori mediante debug, è possibile vestire i suoi panni anche in quella per giocatore singolo.

#### Anni 2000
In Sonic Shuffle finisce al Temple of Light di Maginaryworld dove assieme a Sonic, Knuckles ed Amy aiuta Lumina Flowlight a restaurare la Perfect Precioustone, la quale è stata frammentata da Void, il che ha causato anche la sparizione nel nulla di Illumina, la loro protettrice.
In Sonic Adventure 2 viene ricompensato con uno Smeraldo del Caos dopo aver salvato Station Square dal missile di Eggman in Sonic Adventure. Un giorno vede su un canale televisivo che Sonic è stato arrestato per aver rapinato una banca, non vedendoci chiaro si reca a Prison Island con l'aereo Cyclone dove il porcospino blu viene tenuto prigioniero per cercare di liberarlo. Qui trova però Amy inseguita dal Dr. Eggman, la difende con successo e fa squadra con la ragazza per salvare l'amico comune, cosa che riescono a fare appena in tempo prima che l'isola esploda.
Arrivati a Central City, i tre apprendono che lo scienziato ha intenzioni molto più pericolose del previsto e mostra in diretta mondiale l'Eclipse Cannon presente sulla colonia spaziale ARK mentre distrugge metà della Luna, dopodiché chiede il controllo dell'intero pianeta entro 24 ore altrimenti avrebbe fatto fuoco sulla Terra. Apprendendo di poter usare il suo Smeraldo del Caos per trovare quelli in possesso dello scienziato tramite l'attrazione fra quest'ultimi, mette in atto un piano che lo porterà a trovare la base posta nel deserto e poi viaggiare nello spazio assieme ai suoi amici finendo alla suddetta colonia spaziale dove intendono distruggere il cannone. Dopo un piccolo incidente che vede il gruppetto dividersi da Knuckles, il quale si precipita a recuperare le schegge del Master Emerald andate perdute nello spazio, finiscono per schiantarsi sull'ARK. Una volta a bordo Tails ha un piano che vede Sonic ingannare Eggman dandogli un falso smeraldo in modo che il cannone si autodistrugga ma lo scienziato aveva capito il trucco e li mette con le spalle al muro, fa prigioniera Amy e rinchiude Sonic all'interno di una capsula che lancia nello spazio facendola poi esplodere. La situazione è pressante ma Tails decide di concludere la missione iniziata dal suo amico, riesce a sconfiggere Eggman e viene sapere poco dopo dallo stesso porcospino che è sopravvissuto all'esplosione e vede quest'ultimo distruggere l'Eclipse Cannon.
Nella storia finale si riunisce con tutti gli altri e la colonia spaziale ARK ha iniziato a precipitare verso la Terra; dopo aver appreso la storia di Gerald Robotnik, nonno di Eggman, tramite un filmato dove si dimostra desideroso di vendetta nei confronti dell'umanità per la morte della nipote Maria, fa squadra sia con i suoi amici che con Rouge ed Eggman per disattivare il cuore del cannone. Dopo svariate complicazioni incontrate durante la missione, assisterà Super Sonic e Super Shadow mentre questi combatteranno contro Finalhazard. In questo titolo è giocabile a bordo del Cyclone trasformato in un mecha e in alcuni livelli molto simili a quelli di E-102 Gamma presenti nel primo Sonic Adventure.
In Sonic Advance unisce le sue forze con Sonic, Knuckles ed Amy per fermare il Dr. Eggman dall'ottenere i sette Smeraldi del Caos; nel corso della loro avventura i buoni riusciranno ad ottenere le gemme inseguendo il dottore fino a X-Zone. Dopo aver sconfitto l'EGG X, tutti fanno ritorno sulla Terra mentre Super Sonic fronteggia lo scienziato in un ultimo confronto sulla Luna. Aspettano con ansia l'arrivo di Sonic ma questi sembra non fare mai ritorno; alcuni giorni dopo Tails lo cerca volando con il Tornado e lo vede nella sua forma super in cielo, dopodiché viene riaccolto dagli amici. Nel gioco può essere sia controllato normalmente dal giocatore che svolgere il ruolo di accompagnatore come accadeva in Sonic 2 tramite l'inserimento di un trucco nella schermata di selezione del personaggio.
In Sonic Advance 2 viene rapito assieme a Knuckles da Eggman che vuole creare il suo impero. Per loro fortuna sopraggiunge il porcospino blu che lo mette in salvo a Music Plant, qui lo ringrazia per il pronto intervento e si unisce nella lotta contro il maligno scienziato. Dopo anche la liberazione di Knuckles ed aver apparentemente sconfitto il loro arcinemico, i tre eroi accompagnati da Cream e Cheese scoprono che la madre della coniglietta, Vanilla, è stata rapita da Eggman a bordo di un mech di sua invenzione. Sonic si trasforma in Super Sonic per aiutarla e sconfiggere Eggman, tutto va per il meglio e questi fa ritorno con Vanilla, Tails lo ringrazia per il suo aiuto ma si accorge che poco dopo il suo amico è già partito per una nuova avventura.
In Sonic Pinball Party gli viene fatto il lavaggio del cervello da Eggman e lo serve prendendo parte al torneo di flipper. Qui incontra Sonic venuto a portare le cose alla normalità e che lo farà rinsavire dopo averlo battuto nel secondo round.
In Sonic Heroes torna come personaggio di tipo Fly e membro del Team Sonic, formato assieme a Sonic e Knuckles. All'inizio del gioco Tails e Knuckles portano una lettera al porcospino da parte di Eggman dove questi afferma di aver creato l'arma suprema e li sfida a fermarlo entro tre giorni altrimenti avrebbe conquistato il mondo, dove aver letto il messaggio i tre partono all'avventura formando così il Team Sonic. Durante il viaggio affronteranno e sconfiggeranno più volte il Dr. Eggman senza mai però riuscire a catturarlo e parteciperanno anche a due sconti in momenti distinti contro il Team Rose e il Team Dark. Arrivati a Final Fortress distruggono Egg Emperor, un gigantesco robot armato di lancia e scudo, controllato dallo scienziato, dopodiché il gruppo si scioglie momentaneamente in quanto Sonic viene comicamente inseguito da Amy che lo vuole sposare. Nell'ultima storia il trio si riunisce agli altri team presenti sul luogo e vengono a conoscenza del fatto che la vera mente dietro tutto ciò non era altri che Metal Sonic, che si è impersonato nel suo creatore per diventare più forte e conquistare il mondo. Mentre i membri delle altre squadre cercano di indebolire Metal Madness (trasformazione di Metal Sonic), Tails e il suo gruppo sfruttano il loro tempo a disposizione per trasformare Sonic in Super Sonic grazie al potere degli Smeraldi del Caos; l'atto si compie con successo e Tails e Knuckles vengono protetti da una speciale sfera difensiva che funge da scudo e che gli permette di volare per un tempo pari a quello della durata della super trasformazione di Sonic. I tre volano in cielo per lottare contro Metal Sonic, trasformato nella sua ultima forma, Metal Overlord. Una volta sconfitto, Tails segue Sonic nella sua prossima avventura.
In Sonic Battle fa la conoscenza di un robot chiamato Emerl, più precisamente un Gizoid, un'arma in grado di emulare le tecniche altrui con grande maestria, che viene trovato abbandonato su una spiaggia da Sonic che lo porterà dall'amico per cercare di migliorare le sue capacità. Il giovane meccanico scoprirà che Emerl ha bisogno degli Smeraldi del Caos per migliorare il suo processo, che apprenderà poi dal computer centrale di una città che è praticamente infinito, comprendendo anche della pericolosità che potrebbe avere se cadesse in mani sbagliate, come gli suggerisce Shadow durante un breve incontro. Nonostante ciò è intento a proteggere Emerl come amico e non trattarlo come una semplice macchina allenandolo grazie all'aiuto di Sonic e degli altri amici. Dopo svariate vicissitudini il robot è diventato molto più maturo caratterialmente oltre ad aver affinato le proprie capacità e si scontrerà contro Eggman per impedire che questi conquisti il mondo riuscendoci ma lo scienziato danneggerà una parte del suo sistema portandolo a tornare a seguire il suo programma originale facendogli così perdere il controllo delle proprie azioni, tutto ciò sotto gli occhi di Tails che lo osservava da un monitor. Così la volpe spedisce Sonic assieme al Master Emerald sul luogo dello scontro per cercare di far ritornare il loro amico come prima ma alla fine verrà distrutto riportando così la pace sul pianeta, portando Tails a domandarsi se un giorno lo rivedrà. Nel corso del gioco dimostrerà di essere un combattente bilanciato in grado di attaccare sia con i propri pugni, la coda e tramite vari accessori meccanici di sua invenzione, inoltre è anche in grado di volare il che gli consente di aver un certo vantaggio, permettendogli così di colpire con sicurezza dal grandi distanze.
In Sonic Advance 3 si trova in compagnia di Sonic quando vede Eggman dividere la Terra in sette regioni mediante l'utilizzo del Chaos Control per trasformare ogni di quest'ultima in una parte dell'Impero di Eggman. I due amici uniscono nuovamente le forze per ripristinare il pianeta ed ottenere gli Smeraldi del Caos prima che lo faccia il crudele scienziato. Durante la loro avventura incontreranno Knuckles, Amy e Cream che si uniranno alla loro causa e fronteggeranno G-Merl, una versione ricostruita di Emerl. Si recano all'altare degli smeraldi e sconfiggono Hyper Eggrobo, mezzo controllato da G-Merl, e fanno ritornare il mondo alla normalità grazie al potere del Master Emerald. Più tardi, Cream e sua madre troveranno i resti del robottino e la volpe riuscirà a ripararlo ridonandogli la sua personalità amichevole permettendogli di vivere finalmente in pace.
In Shadow the Hedgehog appare esclusivamente nelle missioni Hero dei livelli Circus Park e Air Fleet dove potrà essere controllato dal secondo giocatore ma solo nelle versioni per GameCube e PlayStation 2.
In Sonic the Hedgehog appare nuovamente come personaggio giocabile, seguendo Sonic nella sua missione per salvare Elise, la principessa del regno di Soleanna, dalle grinfie del malefico Dottor Eggman. Data la scarsa qualità del gioco dovuta alla fretta per la pubblicazione natalizia, egli ha soltanto due mosse, le quali non sfruttano a pieno le invenzioni e le code del personaggio: non può più usare le code per attaccare, ma solo per volare, e il suo unico metodo di attacco consiste nel lanciare bombe di Ring falsi ai nemici.
In Sonic Unleashed dopo aver assistito alla divisione della Terra in più parti si reca ad Apotos per raccogliere dati a sufficienza a trovare una soluzione tuttavia qui viene attaccato da alcuni tirapiedi di Dark Gaia ma viene salvato da Sonic the Werehog. Dopo averlo riconosciuto si offre per aiutarlo accompagnando lui e l'amico Chip in giro per il mondo con il suo Tornado.

#### Anni 2010
In Sonic the Hedgehog 4 Episodio 1, ambientato qualche tempo dopo Sonic & Knuckles, lascia che Sonic si prenda una piccola pausa dall'ultima avventura affrontata tuttavia la pace dura poco e il riccio si vede costretto ad affrontare una nuova armata di Badnik creata dal Dr. Eggman e la volpe assisterà l'amico in segreto durante tutta l'avventura. Quando lo scienziato fugge presso E.G.G. Station Zone, Tails fornisce a Sonic un razzo per permettergli di seguire il nemico.
In Sonic Colours aiuta Sonic a salvare i Wisp dal Dr. Eggman.
In Sonic Generations aiuta a preparare la festa di compleanno di Sonic, una volta che questi fa il suo arrivo pronto a festeggiare assieme agli altri amici, fa la sua comparsa il Time Eater che risucchia tutti in una falla spazio temporale ma viene in seguito salvato a Green Hill Zone. Poco dopo farà la conoscenza di Tails Classico e Sonic Classico, rispettive controparti del passato dei suddetti personaggi, con cui farà amicizia e si alleerà per sconfiggere i due Eggman.
In Sonic the Hedgehog 4 Episodio 2, posto cronologicamente appena dopo Sonic the Hedgehog 4 Episodio 1, si reca assieme a Sonic per investigare sul nuovo piano di Eggman che provvede di colpire il continente vicino. Dopo aver scoperto che questi vuole rendere Little Planet come fonte d'energia per il suo Death Egg mk.II, i due lo inseguono per fermarlo ma durante l'avventura verranno attaccati da Metal Sonic che tenta di sbarrargli la strada più volte ma fallendo, riuscendo alla fine a sventare la minaccia.
Riappare come personaggio secondario in Sonic Lost World.
È un personaggio giocabile in Sonic Mania, assieme ai suoi amici e alleati Sonic e Knuckles.
In Sonic Forces trova Sonic del passato dei primi giochi 16 bit bidimensionali, il quale lo salva dal mostro Chaos. I due in seguito si ritroveranno con i loro amici della resistenza per aiutarla a salvare il mondo e a sconfiggere il Dr. Eggman e il malvagio Infinite.

#### Anni 2020
Ricompare come uno dei personaggi di supporto in Sonic Frontiers, dove viene intrappolato nel Cyber Spazio come ologramma sulle Starfall Islands, mentre è giocabile nel finale alternativo del gioco Sonic Frontiers: L'ultimo orizzonte.
Riappare come personaggio giocabile in Sonic Superstars, recandosi alle Northstar Islands assieme a Sonic, Knuckles ed Amy come per fermare il Dr. Eggman e i suoi due alleati Fang e Trip. Quest'ultima era solo vittima dalle manipolazioni del diabolico scienziato e successivamente diventa una buona amica dei protagonisti.
In Sonic Dream Team è un personaggio giocabile di tipo volo assieme a Cream the Rabbit. Qui scopre che il Reverie è in grado di materializzare i sogni nella realtà una volta ogni mille anni e alla fine del gioco riesce a modificare il "Protocollo Dormiente" in modo da poter entrare nel mondo onirico e parlare con la guardiana Ariem ogni volta che vorranno.
In Shadow Generations non compare fisicamente ma viene solo menzionato.

#### Altre apparizioni
Altre apparizioni secondarie del personaggio avvengono in Sonic Riders, Sonic Rivals 2, Mario & Sonic ai giochi olimpici invernali, Sega Superstars Tennis, Sonic Riders: Zero Gravity, Mario & Sonic ai giochi olimpici invernali, Sonic & Sega All-Stars Racing, Sonic Free Riders, Mario & Sonic ai giochi olimpici di Londra 2012, Sonic Jump (nel remake del 2012), Sonic & All-Stars Racing Transformed, Sonic Dash, Mario & Sonic ai Giochi olimpici invernali di Sochi 2014, Sonic Jump Fever, Sonic Runners, Mario & Sonic ai Giochi olimpici di Rio 2016, SEGA Heroes, Team Sonic Racing, Mario & Sonic ai Giochi olimpici di Tokyo 2020 e Sonic Racing: CrossWorlds come giocabile.
Tails è inoltre apparso nel remake del 2013 di Sonic the Hedgehog ed in quello del 2011 di Sonic the Hedgehog CD come personaggio sbloccabile ma in nessuno dei due titoli ha un ruolo attivo nelle rispettive trame.
Ha compiuto un cameo in Super Smash Bros. Brawl come adesivo e trofeo da collezionare, inoltre può essere visto occasionalmente nel livello Green Hill Zone assieme a Knuckles e Silver mentre attraversa una collina a forma di giro della morte.
Un contenuto scaricabile per il videogioco LittleBigPlanet rende disponibili alcuni costumi ispirati ai personaggi di Sonic, tra questi vi è Tails.
Appare in LEGO Dimensions nel universo di Sonic come una delle tante missioni secondarie del gioco e quando Sonic guida il Tornado.
In Monster Super League è apparso durante un evento speciale tenutosi nel luglio 2019 dove i giocatori avevano la possibilità di catturarlo ed in seguito utilizzarlo come astromostro nella propria squadra invece in Phantasy Star Online 2 è presente una statua raffigurante il personaggio.

## In altri media

### Fumetti
Nel manga Sonic the Hedgehog pubblicato da Shogakukan è uno dei personaggi principali. Come per le sue altre incarnazioni, è il compagno di avventure di Sonic e lo segue ovunque egli vada aiutandolo nelle numerose battaglie contro il Dr. Eggman, inoltre è anche un buon amico di Nicky (alter ego di Sonic) e di Amy. Durante la sua introduzione sulla rivista CoroCoro Comic venne mostrato indossare degli occhiali da sole ed avere una macchina sportiva. In alcune occasioni si è messo nei guai ma Sonic è riuscito ogni volta a salvarlo nel momento del bisogno. Tails appare anche nella serie a fumetti mensile americana, Sonic the Hedgehog, prodotta dalla Archie Comics. Qui è più grande rispetto alla serie di videogiochi tradizionale (ha 11 anni), ed è affiancato da Rotor, un tricheco, genio informatico ideato solo per il noto fumetto e la serie animata Sonic the Hedgehog SatAM. Inoltre Tails è protagonista di una sua omonima miniserie a fumetti, sempre della Archie, a lui dedicata come per l'amico Knuckles the Echidna. In seguito alla Super Genesis Wave, un cambiamento spazio temporale avvenuto nell'universo di Sonic, Tails è identico alla sua controparte presente nei videogiochi.
Tails è apparso anche in Sonic the Comic, quindicinale inglese, dove proviene da Nameless Zone, una regione apparentemente accessibile esclusivamente tramite un ordito spaziale. In questa realtà viaggia ad Emerald Hill Zone credendo erroneamente che le sue strade fossero fatte di veri smeraldi. Una volta arrivato a Mobius fa amicizia con Sonic diventandone anche un prezioso alleato. Nonostante sia un tipo impacciato ha dimostrato in varie occasioni di essere molto più forte di quanto possa apparire agli altri. La maggior parte delle sue avventure sono state in solitario, dove in alcune di queste occasioni ha fatto anche ritorno nella terra natia di Nameless Zone e Chemical Plant Zone. Nel corso del tempo ha affrontato numerosi antagonisti, tra cui il brutale Trogg, il robot psicotico Nutzan Bolt, il cacciatore di tesori Fleabyte e il gangster Max Gamble ma si è fatto anche degli alleati come Errol Blackthorn, Morain e Sab. Dopo la sconfitta di Robotnik ha affrontato numerosi criminali, difendendo Casino Night Zone dai Badnik di Brutus ed è stato scelto da Sonic per proteggere il pianeta quando questi è partito per affrontare lo scienziato durante una storia.
Nel manga 4 koma Dash & Spin: Chousoku Sonic è protagonista di una serie di brevi storie comiche assieme a Sonic, Knuckles, Amy, Shadow, un Chao e il Dr. Eggman. Tails appare anche nel fumetto di Sonic X, anch'esso mensile americano e pubblicato anche in Italia, dove ricopre un ruolo simile a quello dei videogiochi e dell'anime. Nell'adattamento manga di Sonic Colours aiuta l'amico Sonic ad investigare sul parco divertimenti creato dal Dr. Eggman. Nell'adattamento manga di Sonic Generations è uno dei partecipanti alla festa di compleanno di Sonic.
Nella serie spin-off Sonic the Hedgehog edita da IDW Publishing, Tails è il migliore amico e compagno di viaggio di Sonic. All'indomani di una guerra su vasta scala contro l'esercito del Dr. Eggman per conquistare il pianeta, i due amici scoprono un esercito di Badnik che diventa sempre più organizzato ma sembra che dietro a tutto ciò non ci sia dietro lo scienziato, così i due partono per indagare sulla faccenda.

### Animazione
Nella serie Le avventure di Sonic (1993) ha l'età di quattro anni e mezzo ed è il fratello adottivo di Sonic che incontrò quando era ancora un neonato e riuscì a convincerlo a restare con lui. Dato che Miles odiava il suo nome, Sonic lo soprannominò "Tails" (Scheggia nell'edizione italiana). Negli anni seguenti è rimasto dalla parte di Sonic ed è diventato un combattente della libertà ed assieme a lui difende gli abitanti di Mobius dal Dr. Robotnik e dai suoi assistenti Scratch e Grounder. In questa versione è molto innocente e ingenuo per via della giovane età e questo lo porta ad essere catturato facilmente dagli antagonisti, ma il porcospino blu riesce a trarlo in salvo in un modo o nell'altro. Nonostante non sia ancora molto intelligente si dimostra un genio della meccanica riuscendo a creare delle invenzioni incredibili.
In Sonic the Hedgehog SatAM (1993-1994), Sonic lo considera un "fratello maggiore". Come nella serie precedente, scollegata da questa, nell'edizione italiana è stato rinominato Scheggia. Durante la tirannia del malvagio Dr. Robotnik, viene lasciato spesso al sicuro da parte degli altri membri della squadra durante le missioni per via della sua giovane età. Nonostante ciò ha dimostrato numerose volte il suo desiderio di essere coinvolto nella lotta. Dopo aver salvato il gruppo in un'occasione, è stato reso un membro ufficiale da Sally.
Nell'OAV Sonic the Hedgehog (1996), Tails vive su Planet Freedom dove è uno dei difensori di Land of the Sky assieme all'amico Sonic con cui si impegna a proteggerla dal Dr. Eggman e dalle altre forze del male. Vive assieme al porcospino blu sulla loro isola privata. Un giorno i due vengono inaspettatamente convocati dallo scienziato per distruggere un robot noto come Black Eggman e salvare il mondo dalla distruzione totale. Tuttavia ciò si rivela solo un trucco per ottenere così una copia dei dati di Sonic, i quali verranno poi immessi all'interno di Hyper Metal Sonic per ultimarlo ed attivarlo. Il piano funziona e Tails assieme ai suoi amici ed alleati aiuta in ogni modo il porcospino originale nel sconfiggere la nemesi e salvare così il pianeta.
In Sonic X (2004-2006), il Dottor Eggman, venuto in possesso dei sette Smeraldi del Caos, crea con il Chaos Control una distorsione dimensionale, che catapulta Sonic e i suoi amici sulla Terra. Qui, il Dr. Eggman crea su un'isola la propria base, mentre Sonic finisce nella piscina di casa Thorndike, dove viene aiutato, salvato ed ospitato. Qui, Tails diventa molto più intraprendente, costruendo una nuova versione del Tornado: il Tornado X. Nella terza stagione, dopo sei anni dal salvataggio del mondo e dal ritorno a casa di Sonic e i suoi amici, Christopher Thorndike, ormai adulto, dopo anni di studio, individua la frequenza dello Smeraldo Gigante, il Master Emerald, e viene teletrasportato nella dimensione di Sonic, ma, a causa della distorsione temporale, ritornerà all'età di dodici anni. Così, per riportare a casa Chris, Sonic e i suoi amici dovranno trovare i sette Smeraldi del Caos e vedersela con i Metarex, il cui unico scopo è conquistare e distruggere l'Universo. In questa seconda stagione di Sonic X, Tails crea il Tifone Blu (Blue Typhoon), un'accessoriatissima astronave, armata di cannoni ed alimentata dallo Smeraldo Gigante (Master Emerald). Inoltre Tails si innamora di Cosmo, ultima della sua specie per a causa dello sterminio dei malvagi Metarex, ma questo accade solo in questa serie.
In Sonic Boom (2014-2017) è un pilota, specialista di gadget, stratega e la mente del Team Sonic, un gruppo di eroi che protegge Seaside Island e il resto del mondo dal Dr. Eggman e la sua legione di robot. Similmente alla sua controparte originale, è il fedele amico e compagno di tante avventure di Sonic, il cui sogno è quello di costruire invenzioni che possano rendere la vita più facile agli altri ma non sempre riesce nel suo benevolo intento. Qui Tails si innamora di una giovane volpe di nome Zoey.
Tails è apparso anche nella webserie d'animazione Sonic Mania Adventures (2018) sempre come grande amico ed alleato di Sonic. Qui fa il suo debutto nell'episodio 2 dove sta riparando l'aereo Tornado quando il porcospino arriva e gli consegna un dispositivo ideato dal Dr. Eggman che permette di trovare gli Smeraldi del Caos tuttavia poco dopo sentono dei rumori provenienti dalla foresta. Sonic si precipita a vedere che sta succedendo e trova lo scienziato che sta scavando con un macchinario per recuperare una delle suddette gemme ma l'eroe ne uscirà sconfitto, così verrà aiutato dalla giovane volpe a sgominare la minaccia. Fa ritorno nell'episodio 5 in cui assieme a Sonic si reca alla base di Eggman per sconfiggerlo, qui troveranno anche Mighty e Ray ad aiutarli contro Metal Sonic ma infine quest'ultimo verrà sconfitto assieme al suo creatore da Knuckles, sopraggiunto per recuperare il Master Emerald.
Tails appare nuovamente come uno dei personaggi principali nella serie animata Sonic Prime (2022-2024), basato per la prima volta nel filone narrativo della serie di videogiochi. Qui vengono introdotte delle versioni alternative del personaggio provenienti da altre dimensioni, chiamate Tails Nine, Mangey Tails e Sails Tails.

#### TailsTube
Dal 24 marzo 2022, sul canale YouTube ufficiale della serie, vengono caricati a cadenza irregolare dei cortometraggi animati doppiati in inglese e giapponese (sottotitolati in altre lingue, italiano compreso) dove Tails fa il VTuber e vengono spiegati dettagli riguardanti il filone videoludico.

### Serie live-action (Paramount)

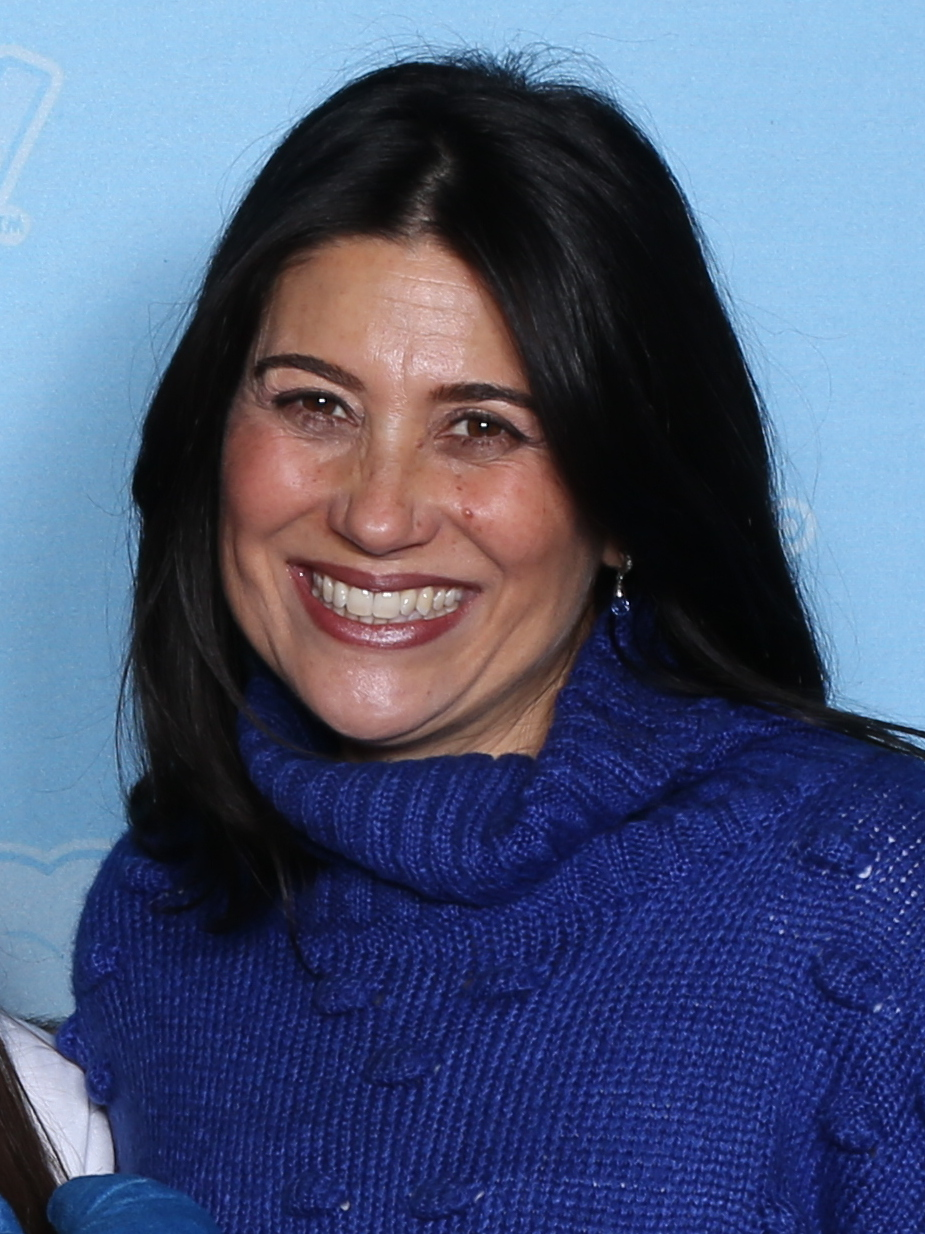
Colleen O'Shaughnessey, doppiatrice di Tails nella serie live-action e nei videogiochi dal 2014

#### Film
Nel primo film live-action del 2020, Tails appare, in cameo, nella scena finale a metà dei titoli di coda, dove arriva sulla Terra in cerca di Sonic.
Il personaggio riappare nel seguito del film, Sonic 2 - Il film (2022). Qui viene rivelato che ha osservato Sonic fin dagli eventi del film precedente attraverso dei gadget da lui inventati, idolatrandolo come un eroe. Una volta appreso che Knuckles e il dottor Ivo Robotnik sono giunti sulla Terra per eliminare Sonic, Tails arriva a sua volta sul pianeta per avvisarlo del pericolo. Di seguito, Sonic convince Tails ad aiutarlo a raggiungere il Grande Smeraldo (un manufatto leggendario in grado di dare forma ai desideri di chi lo utilizza) prima che cada nelle mani di Robotnik. Durante la loro avventura, Tails si lega molto a Sonic, poiché non ha mai avuto amici prima di lui, rivelando di essere stato sempre reputato come strano dal suo popolo a causa delle sue due code. Ai due si unirà anche Knuckles stesso una volta appreso di essere stato ingannato da Robotnik per appropriarsi dello smeraldo. Dopo una grande battaglia contro Robotnik e i suoi robot, Sonic, Tails e Knuckles riusciranno a trionfare e decideranno di restare sulla Terra, formando una nuova alleanza incaricata di proteggere e custodire il Grande Smeraldo.
Tails riappare nuovamente in Sonic 3 - Il film (2024), in cui si reca tra Tokyo e Londra con il Team Sonic e alleandosi malinconicamente con il Dr. Eggman e l'Agente Stone per salvare il mondo intero dal vendicativo Shadow e dal folle piano della distruzione del perfido nonno di Eggman, il professor Gerald Robotnik.

#### Serie TV
Tails è riapparso anche nel primo episodio della miniserie televisiva spin-off Knuckles (2024).

## Accoglienza
Tails è uno dei personaggi più popolari della serie, difatti arrivò al terzo posto in un sondaggio ufficiale di popolarità giapponese nel 2006. Un recensore di GameSource trovò tutti i personaggi presenti in Sonic Rivals 2, tra cui Tails, come ben caratterizzati e validissimi in ogni aspetto.